# Hora legal de Uruguay
La hora legal de Uruguay en la actualidad está establecida por el gobierno de Uruguay en el Tiempo Universal Coordinado menos 3 horas (UTC-3).

## Historia

### Los inicios: la hora solar local
La hora legal se estableció y comenzó a contarse después de iniciado el período colonial, que en el caso de Montevideo, comenzó durante la época cisplatina en la década de 1820 cuando el territorio estuvo ocupado por portugueses y brasileños, estando a cargo el Cabildo del funcionamiento del reloj en una torre de la Catedral. Esta, heredada de la forma de calcular la hora de Europa, se caracterizaba por ser una hora solar calculada de forma imprecisa y sin instrumentos, sobre el meridiano de la ciudad. Dado que en este caso podían haber múltiples horas al haber varios calculadores, para unificar esa confusión horaria se estableció como «hora oficial» la establecida por la autoridad departamental. En departamentos como Paysandú y Salto tenían cada uno su propia hora local oficial desde la década de 1880.
Con la llegada del ferrocarril y el telégrafo, la necesidad de precisión temporal llevó a que todas las estaciones de una empresa de ferrocarril o el telégrafo tuvieran la hora coordinada. Los ferrocarriles de la red Midland que comunicaba Salto con Bella Unión y Artigas tenían la hora de Salto, pero al unificarse el horario con la red del Ferrocarril Central tuvieron que pasarse a la hora de este, que era la de Montevideo.
La hora oficial de Paysandú que era solar siguió siendo la del meridiano local. En 1895 la Junta Econnómica Administrativa del departamento ordenó pasarse a la hora de Montevideo, lo cual no estuvo exento de polémica. Sin embargo, aún no se había efectivizado este cambio. Entonces, la autoridad departamental en 1899 dispuso el cambio de horario pasando a ser el del meridiano de Montevideo, habiendo así un adelanto de 35 minutos sobre la hora del meridiano local. Para 1902 se ordenó cambiar la hora oficial del reloj de la parroquia de Paysandú para que coincidiera con la hora de la Iglesia Matriz de Montevideo, a pedido de la empresa de ferrocarriles Midland, además de pedir a la Oficina del Telégrafo Nacional que comunicara diariamente la hora de la Matriz para mantener la coordinación.

### Unificación horaria nacional
Ante la necesidad de una hora nacional, concretada mediante observatorios astronómicos de forma científica, al principio se le proveyó a la cátedra de Geodesia de la Facultad de Matemáticas de la Universidad de la República implementos para su cálculo.
En 1905 la ley N° 2977 creó el Instituto Nacional para la Predicción del Tiempo que nacionalizando uno que antes era municipal, pero no le proporcionó el instrumental necesario para el cálculo de la hora. El cálculo entonces era realizado por el catedrático ingeniero A. R. Benvenuto de la Universidad de la República, tanto para la Universidad como para el Instituto. Sin embargo, desde que enfermó y a continuación tras su fallecimiento no se pudo seguir realizando el cálculo, por lo que en 1907 la situación se volvió crítica al no haber hora cierta en el país ni para comunicar a los buques de mar.
Para terminar con esta crisis, la ley N° 3290 de 12 de junio de 1908 encargó al Instituto Nacional para la Predicción del Tiempo el servicio de determinación de la hora oficial nacional, y su decreto reglamentario encargó al Telégrafo Nacional comunicar cada 24 horas esta hora oficial a cada localidad del país (pese a que en ese momento el Telégrafo Nacional no cubría todo el país). Para poder realizar el cálculo de la hora se le transfirió los instrumentos que poseía la Universidad de la República para el cálculo de la hora sidérea.
A partir del 1 de agosto este Instituto comenzó a calcular la hora oficial en forma regular y el Telégrafo Nacional y los privados a transmitirla a los departamentos que cubrían. Paysandú terminó de incorporarse al sistema horario nacional el 11 de setiembre de 1908 con la sincronización del reloj de la Junta con la hora oficial nacional.
Esta hora oficial nacional se caracterizó por rechazar el sistema internacional de husos horarios con centro en Greenwich que habían propuesto Estados Unidos y Canadá desde mediados de 1880, y adoptaba un enfoque nacionalista y de unidad nacional al estilo del que se había establecido en Francia. Tanto así que la hora oficial del Instituto para la Predicción del Tiempo era la correspondiente al meridiano que pasaba por el Observatorio Central del Instituto, en latitud sur 34° 54' 33'', longitud oeste del meridiano de París 58° 32' 33''. Aproximadamente la hora quedaba en lo que sería UTC-03:44:51.
Sin embargo, la gran mayoría de las cartas náuticas en uso en el mundo y por los países que adhirieron al sistema internacional, se regían según el sistema internacional de husos horarios con Greenwich como referencia. Esto llevó a Francia misma a adherir al sistema internacional y a la Convención de la Hora. A pesar de ello, en el Río de la Plata su incorporación al sistema internacional de husos horarios recién se dio en 1920.

### Incorporación al sistema de husos horarios internacional
Uruguay se incorporó el 30 de abril de 1920 a las 24 horas al sistema de Husos Horarios, por lo que debió atrasar sus relojes 15 minutos 9 segundos a la hora del meridiano del Instituto Meteorológico Nacional de Montevideo, quedando en UTC-04. Argentina por su parte adelantó sus relojes 16 minutos 48 segundos, por lo que ambos países por primera vez quedaron coordinados horariamente. Esta ley le retiró la competencia de determinación de la hora oficial al Instituto Nacional para la Predicción del Tiempo.
En 1923 se determina la hora según el tiempo medio del meridiano del Instituto Meteorológico Nacional de Montevideo, adelantada en 44 minutos 51 segundos durante el verano desde el 30 de setiembre (a partir de las 24 horas) al 31 de marzo, y el resto del año adelantada 14 minutos 51 segundos, es decir, el horario estándar era de UTC-03:30 y el de verano UTC-03:00. Este régimen duró hasta 1926, cuando se estableció como hora oficial para todo el año la del tiempo medio del Meridiano del Observatorio Meteorológico Nacional de Montevideo, adelantada en 14 minutos 51 segundos, es decir, UTC-03:30, a partir del 31 de marzo de 1926 a las 24 horas.
En 1933, durante el gobierno de Gabriel Terra, se volvió a instaurar el horario de verano, por lo que a partir del 28 de octubre de 1933 y cada último domingo de octubre a las 24 horas la hora legal era la correspondiente al huso 3 al occidente de Greenwich, adelantándose 30 minutos, esto hasta el último sábado de marzo, a causa de las ventajas sociales.

### Horarios de verano: ahorro de combustible
En 1939 se dispuso como zona horaria a partir del primer domingo del mes de octubre a las 0 horas la correspondiente a la del Huso 3 de Greenwich, adelantándose 30 minutos, hasta el 30 de marzo de 1940. Esto se hizo de nuevo del 27 de octubre de 1940 hasta el 29 de marzo de 1941. El 1 de agosto de 1941, estando en invierno, se adelantó nuevamente media hora, pasando a GMT-3 buscando ahorrar combustible, y el 14 de diciembre de 1942 se procedió a adelantar nuevamente la hora oficial en 30 minutos, por lo que en ese verano se pasó a GMT-2:30 e indirectamente el tiempo estándar pasó a ser GMT-3. Esto duró hasta el 13 de marzo de 1943, y desde el 14 de marzo hasta el 23 de mayo de 1959 no habrían alteraciones en el horario.
Del 24 de mayo de 1959 al 14 de noviembre de 1959 se adelantó media hora (UTC-02:30), del 15 de noviembre de 1959 al 16 de enero de 1960 regresó media hora (UTC-03) y del 17 de enero al 6 de marzo de 1960 se adelantó una hora (UTC-02). Del 6 de marzo de este año y por cinco años se mantuvo en UTC-03.

### Más horarios de verano: ahorro energético por sequías en represas y fomento del turismo
Salvo algunas excepciones, entre 1965 y 1980 se observó por lo general adelantos de horario de una hora casi anuales principalmente estivales por motivos de ahorro energético debido a las sequías que afectaban la generación hidroeléctrica, no alcanzando la energía para abastecer al país, o por motivos de fomento turístico.
Después del regreso de la democracia, entre 1987 y 1994 se hicieron adelantos de horario durante el verano para favorecer el turismo regional y la integración comercial del MERCOSUR. Terminado este período la hora quedó fija en el estándar UTC-03.
Desde setiembre de 2004 se volvió a implementar el cambio de horario, que a partir del primer domingo del mes de octubre de cada año a las 02:00 se adelantaba la hora sesenta minutos, mientras que el segundo domingo del mes de marzo del año siguiente a las 02:00 se procedía a retrasar la hora legal en 60 minutos. Sin embargo, a fines del 2015, impulsado por los reclamos del sector turístico y la poca necesidad de la medida debido a que la matriz energética abastecía suficientemente las necesidades de energía del país, el gobierno de Tabaré Vázquez, procedió a eliminar permanentemente el cambio de horario de verano, permaneciendo todo el año en UTC-03.

## Datos en la TZ Database
En el archivo de zonas de la TZ Database, Uruguay se encuentra comprendido en su totalidad dentro de la zona America/Montevideo.